# Холопка (оперетта)
Холопка — оперетта Николая Стрельникова, либретто В. Раппопорта и Е. Геркена. Премьера состоялась 8 марта 1929 в Ленинграде. «Холопка», как указывала «Театральная энциклопедия», «положила начало жанру советской историко-бытовой оперетты» и сохранилась в дальнейшем репертуаре советской эпохи «благодаря увлекательному сюжету и талантливой музыке, пронизанной интонациями русской песни и бытового романса».

## История создания
Идея оперетты возникла в ходе попыток переделать оперетту И. Кальмана «Принцесса цирка» (1926) на русский лад.
У одного из старых ленинградских артистов оперетты хранился любопытный документ — клавир «Принцессы цирка», по которому шла работа. На титульном листе выписаны варианты названия новой пьесы: «Холопка», «Принцесса-холопка», «Сиятельная холопка»; поверх немецких текстов пения вписан русский стихотворный перевод и новый текст в стиле XVIII века. Пьеса и музыка не сошлись, — собственно, этого следовало ожидать. Решили и музыку написать новую. Её сочинил советский композитор Николай Михайлович Стрельников. Так появилась советская историческая оперетта «Холопка»…

## Сюжет
В усадьбе графа Кутайсова ожидают приезда знаменитой оперной певицы Мадлен Леблан, очень популярной в Париже. На торжества съезжаются гости, в числе приглашённых князь Никита Батурин. Из Парижа возвращается Андрей Туманский, бывший крепостной актёр и единокровный брат князя Никиты Батурина. Андрей едет к графу, чтобы увидеться с братом. Отец Никиты и Андрея, умирая, оставил долги, и граф выкупил имение Батуриных. Приехав на праздник, Андрей узнаёт в оперной диве свою возлюбленную — крепостную актрису Арину Вишнякову.

## Постановки
«Холопка» стала первой постановкой Театра музыкальной комедии, открывшегося в 1929 году в Ленинграде, и возобновлялась на его сцене в 1940, 1952 и 2009 годах. В 1932 и 1945 гг. были осуществлены постановки Московского театра оперетты, спектакль также ставился в Ташкенте (1940), Уфе (1945), Воронеже (1950), Горьком (1959), Улан-Удэ (1960), Душанбе (1960), Харькове (1964) и других городах СССР.
В роли графа Кутайсова известность получил Григорий Ярон.
По мотивам оперетты «Холопка» снят фильм «Крепостная актриса».